# Винстед (Минесота)
Винстед (енгл. Winsted) град је у америчкој савезној држави Минесота.

## Демографија
По попису из 2010. године број становника је 2.355, што је 261 (12,5%) становника више него 2000. године.
| Група             | 2000.         | 2010.         |
| Белци             | 2.052 (98,0%) | 2.277 (96,7%) |
| Афроамериканци    | 4 (0,2%)      | 11 (0,5%)     |
| Азијати           | 5 (0,2%)      | 2 (0,1%)      |
| Хиспаноамериканци | 13 (0,6%)     | 43 (1,8%)     |
| Укупно            | 2.094         | 2.355         |